# Myrtillocactus
Genre
Classification phylogénétique
Myrtillocactus est un genre de plantes à fleurs de la famille des Cactaceae (les cactus).
Le nom vient du mot myrtille en raison de l'apparence des fruits.
Les espèces sont originaires d'une zone allant du Mexique au Guatemala.
Elles sont souvent utilisées comme porte-greffe.

## Taxonomie

### Liste d'espèces
- Myrtillocactus cochal
- Myrtillocactus geometrizans, l'espèce la plus connue
- Myrtillocactus schenkii

### Synonymes
- Myrtillocereus Fric & Kreuz. (orth. var.)
- Myrtgerocactus, un hybride naturel de Myrtillocactus cochal

## Description
La plante forme des candélabres pouvant atteindre 3 à 4 m de haut avec de nombreuses ramifications dès que la plante dépasse 80 cm.
Elle est de couleur vert glauque. Les tiges sont marquées de lignes obliques transversales qui témoignent des phases de la croissance.
Elle comprend 6 côtes bien marquées avec des aréoles portant 5 toutes petites aiguilles.
Les fleurs, parfumées, ne se rencontrent que sur les sujets adultes.
Les fruits, comestibles, sont parfois vendus sur les marchés sous le nom de garambullos.

## Mode de culture
De culture facile, ils peuvent servir de porte-greffe.
Ils supportent que la température descende à 0 °C s'ils sont bien tenus au sec. 
La multiplication est possible par bouture ou semis.

## Liens externes

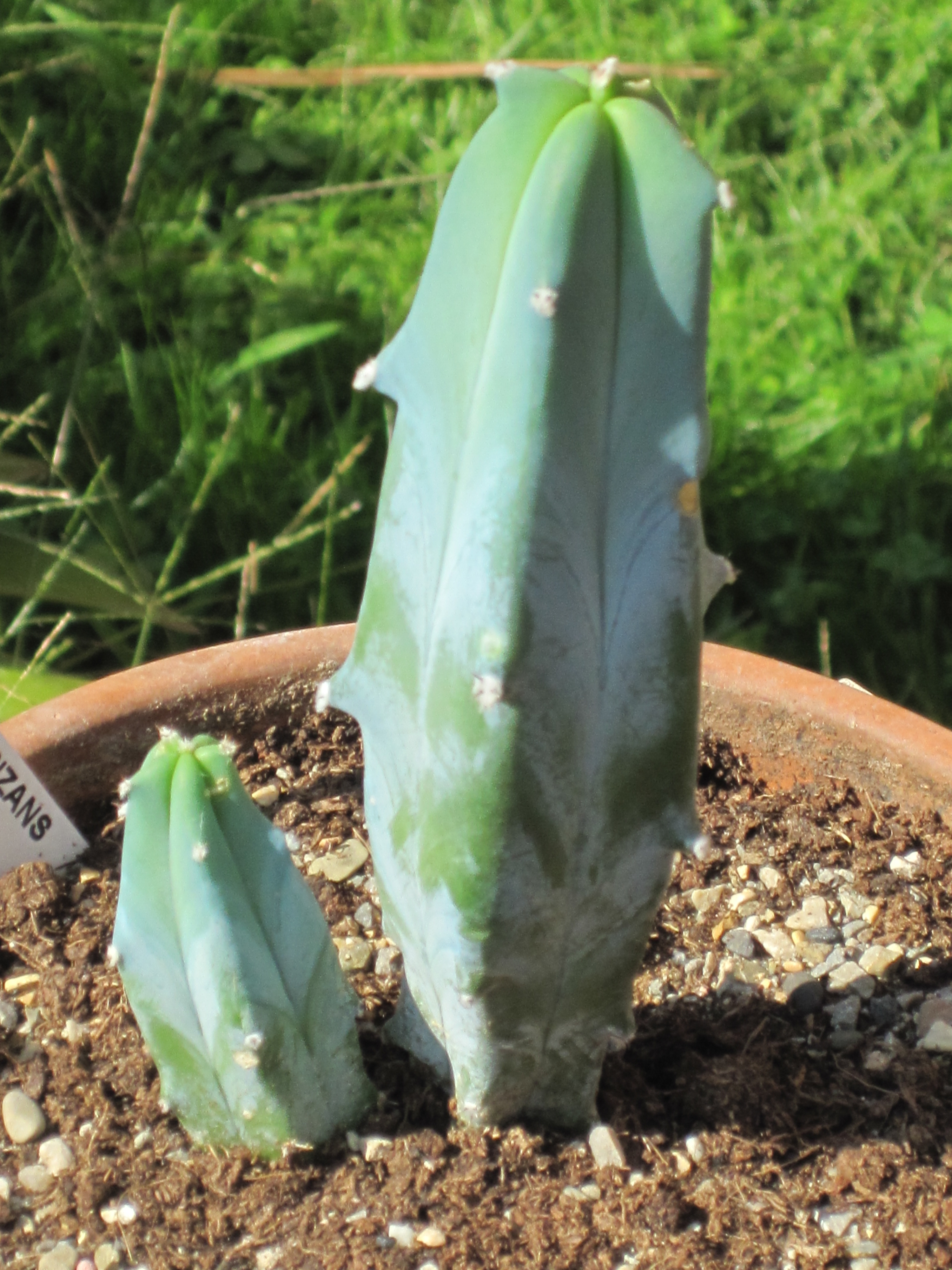
Myrtillocactus geometrizans.